# Hoogveenlanglijf
De hoogveenlanglijf (Sphaerophoria potentillae) is een vliegensoort uit de familie van de zweefvliegen (Syrphidae). De wetenschappelijke naam van de soort is voor het eerst geldig gepubliceerd in 1984 door Claussen.